# Lasioglossum nigrilabre
Lasioglossum nigrilabre är en biart som först beskrevs av Morawitz 1876.  Lasioglossum nigrilabre ingår i släktet smalbin, och familjen vägbin. Inga underarter finns listade i Catalogue of Life.